# Monasterio Amarbayasgalant
El monasterio Amarbayasgalant (en mongol Амарбаясгалант хийд), también llamado el «monasterio de la Felicidad Tranquila», es uno de los tres mayores centros budistas en Mongolia. El complejo está ubicado en el valle de Iven, cerca del río Selengá, al pie del monte Büren-Khaan en el distrito de Baruunbüren en la provincia de Selenge al norte del país. La ciudad más cercana es Erdenet, a unos 60 km al suroeste.

## Historia
El monasterio fue mandado a construido entre 1727 y 1736 por el emperador Qing Yongzheng en honor a Öndör Gegeen Zanabazar, el primer líder budista de la nación cuyo cuerpo momoficado llegó al templo en 1779. Para la década de 1890 era considerado uno de los principales centros de peregrinación de Mongolia. Antes de su edificación, el valle circundante fue considerado un lugar sagrado: se encuentra cubierto en su totalidad por tumbas de la época turca datadas de entre los siglos III y VII.
Aunque originalmente el complejo contaba con cuarenta templos, después de la situación política de Mongolia en la década de 1930 restaron veintiocho, que fueron protegidos por el Estado a partir de 1944. Desde su restauración, unos cincuenta monjes residen en el monasterio, en comparación con los más de dos mil que lo habitaban hasta 1936.

## Arquitectura

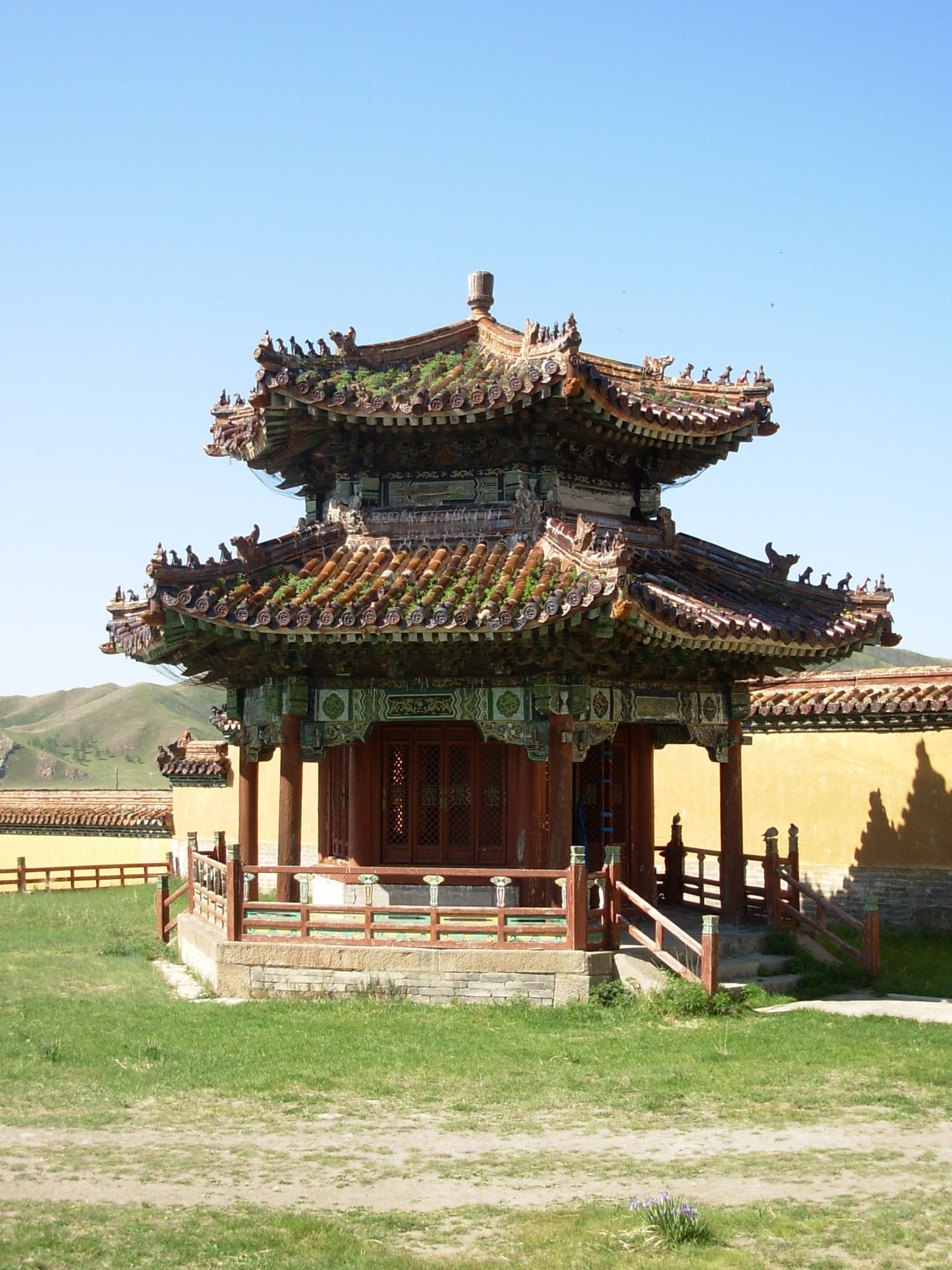
Uno de los pabellones del complejo monástico.

Los cuarenta edificios originales del monasterio se ubicaban sobre una terraza amurallada con unas dimensiones de 207 m de largo y 175 de ancho. El complejo presenta una distribución simétrica basada en una jerarquía, donde los edificios más importantes discurren por el eje central hacia el norte y el sur. Este tipo de planificación es típico del estilo de la dinastía Qing. Siguiendo el patrón manchú, el templo principal o Tsogchin presenta una planta cuadrada con 32 m de longitud a cada lado. Las influencias manchúes también se pueden observar en el color rojo —típicamente imperial— y el uso de tejados curvos. Los edificios se sitúan sobre bases que «probablemente buscaban transmitir monumentalidad». Los patios están orientados al sur, de tal manera que aprovechan las horas de luz a la par que evitan los vientos fríos septentrionales. A partir de 1988, los veintiocho templos del complejo fueron restaurados con la ayuda de fondos de la Unesco.